# Ever büree
L’ever büree (mongol : ᠡᠪᠡᠷ
ᠪᠦᠷᠢᠶ᠎ᠡ, VPMC : eber buriye, cyrillique : эвэр бүрээ, MNS : ever büree), parfois nommé surnaï est un instrument de musique mongol de la famille des clarinettes courbes. Alors que son nom signifie « corne » (эвэр / ever) - « trompette » (бүрээ / büree), sa sonorité et sa tessiture sont celles d'une clarinette de basset (clarinette en si bémol descendant à l'ut grave).
L'instrument a été inventé en 1970.

## Facture
Techniquement, il s'agit d'un tuyau presque cylindrique en ébonite noire recourbé de manière circulaire pour que le pavillon de l'instrument se glisse sous le bras droit. Un bec et une anche simple du même genre que le saxophone alto sont fixés en haut de ce tuyau.
Comme pour la clarinette, 6 trous plus un trou de pouce sont bouchés avec des clefs. Le clétage en laiton, recopié de ceux existant sur les instruments occidentaux, est assez complexe et comporte de nombreuses clefs de trille et plusieurs clefs héritées de la clarinette allemande (avec des possibilités de glissement). C'est un instrument quintoyant, il existe une clé permettant de passer au registre aigu (situé non pas à l'octave mais à la douzième supérieure).
Inventé il y a peu (dans les années 1970), cet instrument renforce l'orchestre typique mongol dans les graves. Il est l'un des 9 instruments typiques de cet orchestre (9 étant un chiffre porte-bonheur).